# Palaeomicroides
Palaeomicroides es un género de pequeños lepidópteros pertenecientes a la familia  Micropterigidae.

## Especies
- Palaeomicroides aritai Hashimoto, 1996
- Palaeomicroides caeruleimaculella Issiki, 1931
- Palaeomicroides costipunctella Issiki, 1931
- Palaeomicroides discopurpurella Issiki, 1931
- Palaeomicroides fasciatella Issiki, 1931
- Palaeomicroides marginella Issiki, 1931
- Palaeomicroides obscurella Issiki, 1931